# Ring 2 (Roskilde)
 For alternative betydninger, se Ring 2. (Se også artikler, som begynder med Ring 2)
Ring 2 ofte benævnt O2 er en 7,6 km lang ringvej der går igennem det sydlige del af Roskilde, den består af Søndre Ringvej samt den del af Østre Ringvej som går fra Køgevej til Frederiksborgvej.
Ringvejen en er en del af primærrute 6, og er med til at lede den tung trafikken, som kører nord /syd, om byen. 
Vejen starter i Ringstedvej og føres derefter mod øst, den passere under jernbanen mellem København og Ringsted, og derefter Køgevej (primærrute 6), hvorfra der er forbindelse mod Køge samt af Holbækmotorvejen mod København og Sjællands Odde, Holbæk og Kalundborg. Den forsætter derfra videre og passere sekundærrute 217 Vindingevej, hvorfra der er forbindelse til Vindinge samt til Greve Landsby og Greve Strand. Vejen går derefter en bue vest om Roskilde og passere Københavnsvej sekundærrute 158 og Trekroner Alle, og ender til sidste i Frederiksborgvej i det nordlige Roskilde..  